# Shahrestān di Sib e Suran
Lo shahrestān di Sib e Suran (farsi شهرستان سیب و سوران) è uno dei 18 shahrestān del Sistan e Baluchistan, precedentemente era una circoscrizione dello shahrestān di Saravan. Il capoluogo è Suran una città di 9.966 abitanti (2006).